# Deux (2019)
Deux is een Franse film uit 2019, geregisseerd door Filippo Meneghetti. De film werd door Frankrijk als kandidaat geselecteerd voor de Academy Awards in de categorie beste internationale film en haalde de shortlist van 15 films, maar werd niet genomineerd.

## Verhaal
De gepensioneerden Nina en Madeleine hebben hun diepe en hartstochtelijke liefde decennia lang verborgen gehouden, maar hun band wordt op de proef gesteld als ze plotseling niet meer vrij elkaars appartement kunnen bezoeken.

## Rolverdeling
| Acteur             | Personage        |
| ------------------ | ---------------- |
| Barbara Sukowa     | Nina Dorn        |
| Martine Chevallier | Madeleine Girard |
| Léa Drucker        | Anne             |
| Jérôme Varanfrain  | Frédéric         |
| Muriel Bénazéraf   | Muriel           |
| Augustin Reynes    | Théo             |

## Ontvangst

### Recensies
Op Rotten Tomatoes geeft 97% van de 74 recensenten de film een positieve recensie, met een gemiddelde score van 7,80/10. De film heeft het label "Certified fresh" (gegarandeerd vers). Website Metacritic komt tot een score van 82/100, gebaseerd op 19 recensies, wat staat voor "universal acclaim" (universele toejuiching), waarmee de film het "must see"-label heeft.
De Volkskrant gaf de film 4 uit 5 sterren en schreef: "Deux is als een alsmaar uitgestelde dans voor twee hunkerende zielen – desnoods schuifelend zonder muziek, in een half gesloopt appartement." NRC gaf de film 3 uit 5 sterren en schreef: "Deux is een vrij sombere, donkere film zonder grote verrassingen of emotionele crescendo's, maar met een fraaie delicate rol van Barbara Sukowa"

### Prijzen en nominaties
De film won 10 prijzen en werd voor 22 andere genomineerd. Een selectie:
| Jaar | Evenement                   | Categorie                    | Genomineerde                           | Resultaat   |
| ---- | --------------------------- | ---------------------------- | -------------------------------------- | ----------- |
| 2021 | Golden Globe (78ste editie) | Beste niet-Engelstalige film | Deux                                   | Genomineerd |
| 2021 | César (46ste editie)        | Beste debuutfilm             | Filippo Meneghetti                     | Gewonnen    |
| 2021 | César (46ste editie)        | Beste actrice                | Martine Chevallier                     | Genomineerd |
| 2021 | César (46ste editie)        | Beste actrice                | Barbara Sukowa                         | Genomineerd |
| 2021 | César (46ste editie)        | Beste origineel scenario     | Malysone Bovorasmy, Filippo Meneghetti | Genomineerd |